# Estreito de Geórgia

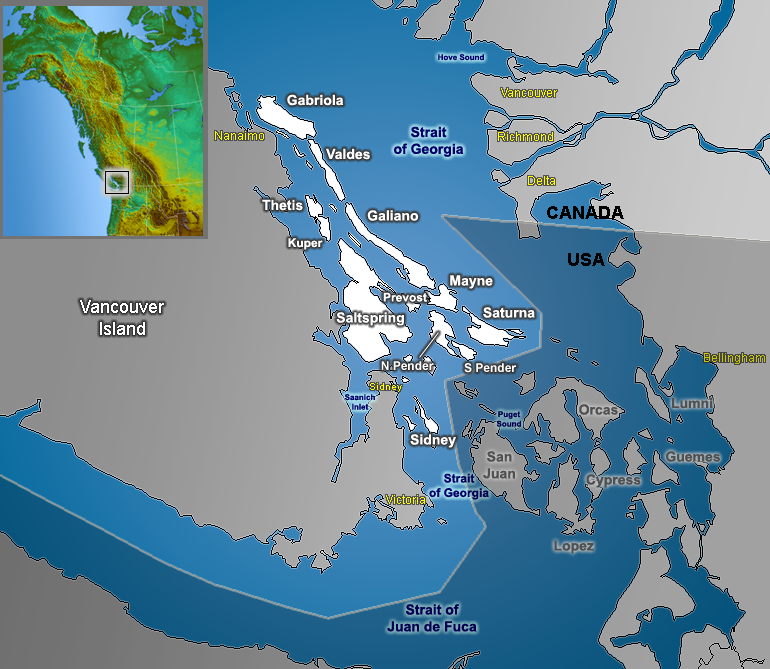
Estreito de Geórgia

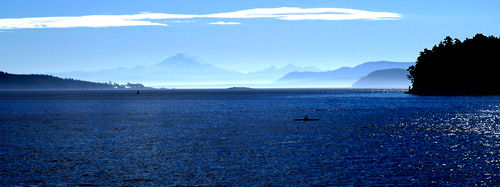
Estreito de Geórgia

O estreito de Geórgia é um estreito que separa a ilha Vancouver da Colúmbia Britânica no Canadá. Na parte meridional alarga-se convertendo-se em uma baía.
Com cerca de 240 km de extensão, varia na sua largura entre 18,5 a 55 km. A profundidade média do estreito é de 156 m, com uma profundidade máxima de 420 m, e sua área é de aproximadamente 6800 km². O rio Fraser é responsável por cerca de 80% da água que entra no estreito.
A cidade de Vancouver é o porto principal do estreito. No estreito encontram-se as ilhas do Golfo.  

## História
Comunidades nativas habitavam a região há milhares de anos, e a primeira expedição de europeus foi feita pelo capitão Jose Maria Narvaez e pelo explorador Juan Carrasco da Espanha, em 1791. Seu nome é uma referência ao rei Jorge III, chamado de "Golfo da Geórgia" por George Vancouver em 1792, durante sua expedição pela costa oeste na América do Norte.
Em 23 de junho de 1946 um forte sismo atingiu a região.

## Cidades

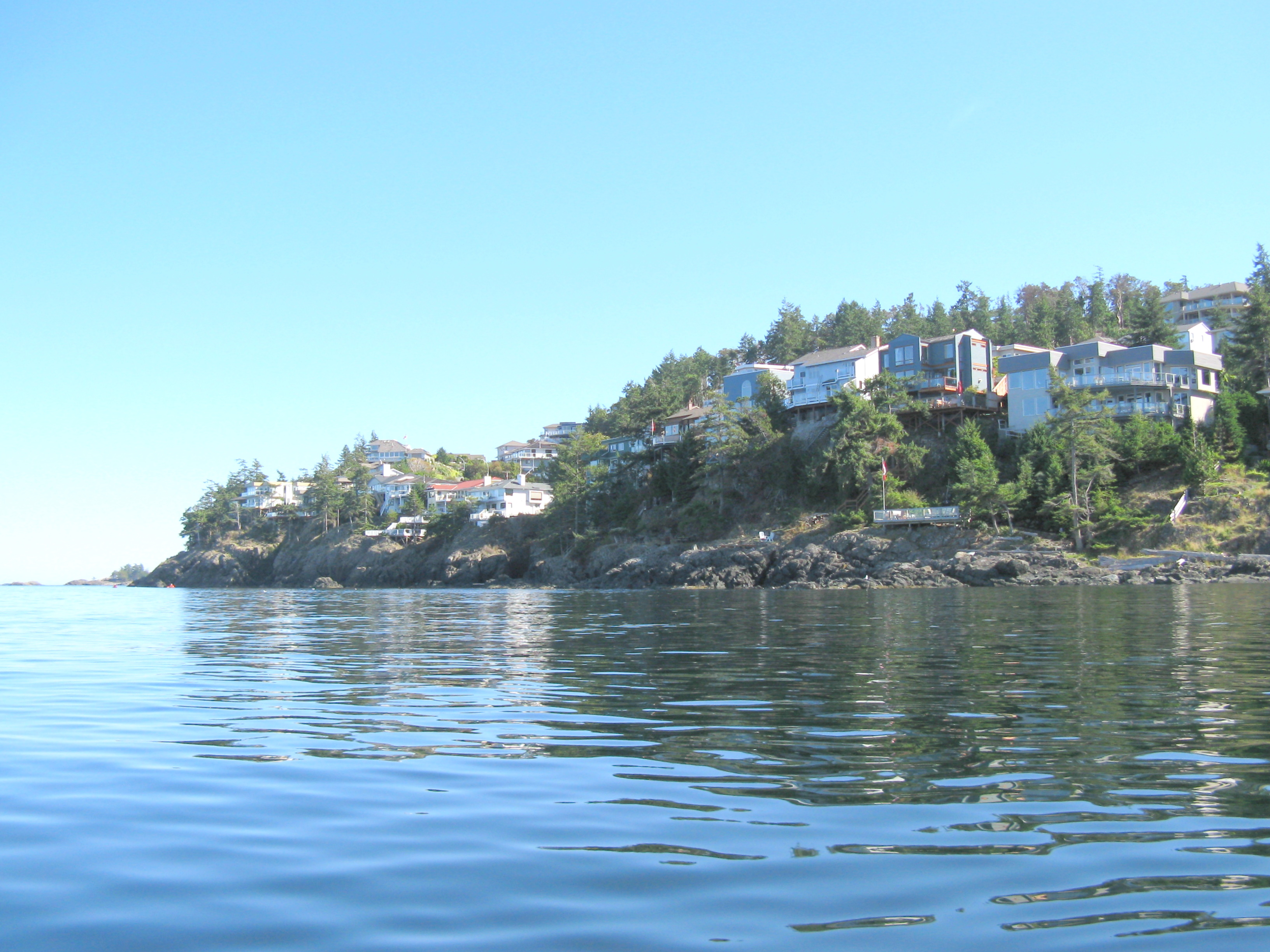
Vista da cidade de Nanaimo.

Cidades ao longo do estreito incluem Courtenay, Comox, Qualicum Beach, Parksville, Lantzville e Nanaimo a oeste, assim como Powell River, Sechelt, Gibsons e Grande Vancouver a leste. Na região da fronteira com os Estados Unidos, Bellingham e outras comunidades também se encontram a leste.